# Nhà thờ Thánh Sebastian, Katuwapitiya
Nhà thờ Thánh Sebastian là một nhà thờ Công giáo Rôma trong Tổng giáo phận Colombo. Nó nằm ở Katuwapitiya, Negombo.
Vào ngày 21 tháng 4 năm 2019, Chủ nhật Phục sinh, nhà thờ là một trong một loạt các mục tiêu của một chuỗi các vụ nổ bom trên khắp Sri Lanka. Medias báo cáo ít nhất 93 người thiệt mạng tại nhà thờ, UNICEF báo cáo rằng 27 trẻ em đã chết và 10 trẻ em bị thương. Tổng cộng 45 trẻ em thiệt mạng trong tất cả các vụ nổ. Tổng thống Maithripala Sirisena đã đến nhà thờ để hỏi về tình hình và kiểm tra thiệt hại. Dịch vụ tang lễ của các nạn nhân được tiến hành tại khuôn viên nhà thờ bởi Đức Hồng y Malcolm Ranjith.